# Borken
Die Mittelstadt Borken (westfälisch Buorken) liegt im westlichen Münsterland im Nordwesten des Landes Nordrhein-Westfalen und ist eine Mittlere kreisangehörige Stadt im Kreis Borken (Regierungsbezirk Münster) sowie dessen Kreisstadt. Borken ist nach Bocholt und Gronau die drittgrößte Stadt im Kreis.

## Geografie

### Lage
Borken gehört landschaftlich zur Westfälischen Bucht. Die Stadt, die direkt am Nordwestrand des Naturparks Hohe Mark-Westmünsterland und westlich des Höhenzugs Die Berge liegt, wird von der Borkener und Bocholter Aa durchflossen.

### Nachbargemeinden
| Winterswijk (Niederlande) | Südlohn (Kreis Borken)  | Velen (Kreis Borken)           |
| Rhede (Kreis Borken)      |                         | Heiden (Kreis Borken)          |
|                           | Raesfeld (Kreis Borken) | Dorsten (Kreis Recklinghausen) |

### Bevölkerung

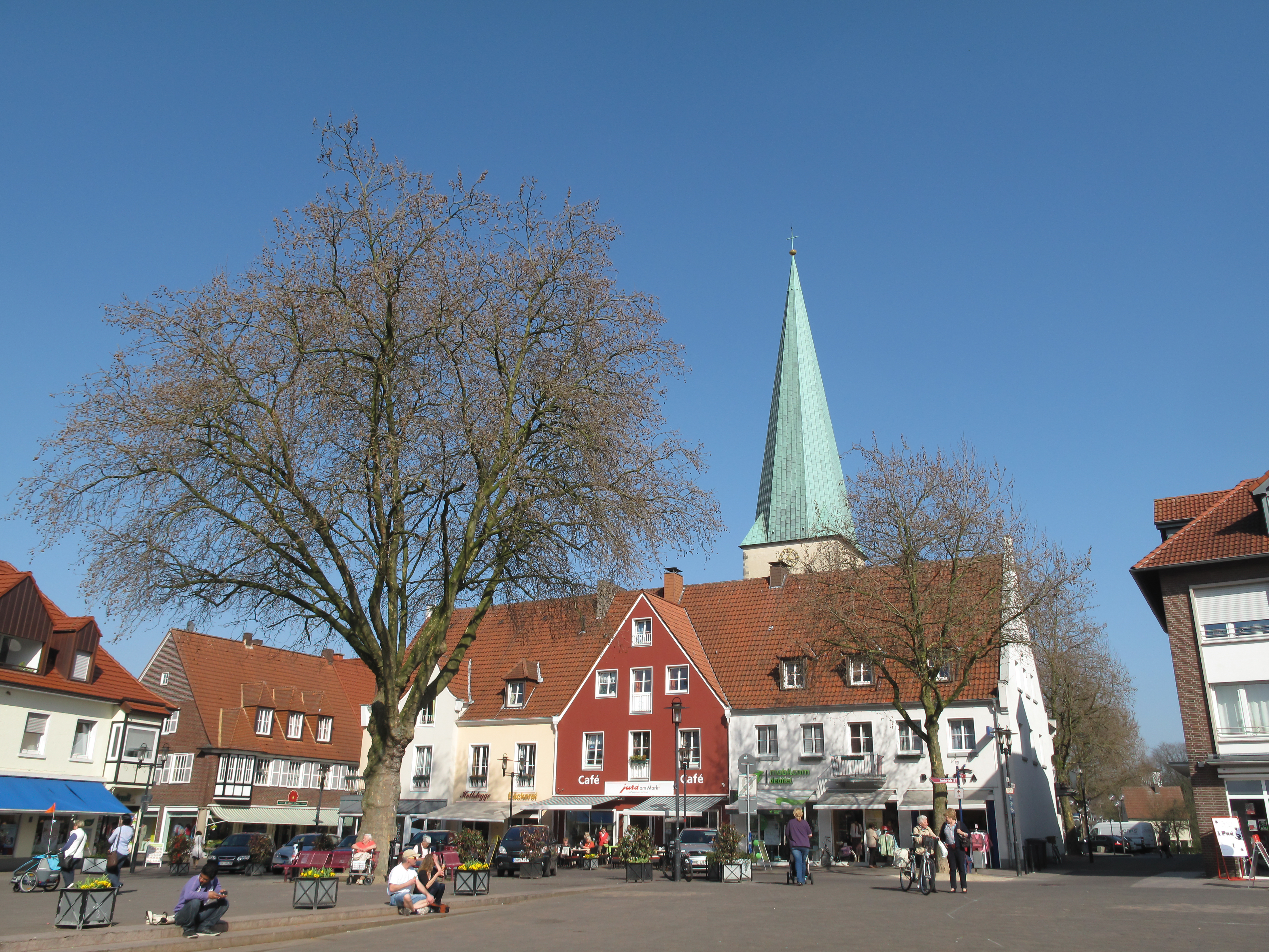
Marktplatz mit Kirchturm von St. Remigius

Die Stadt Borken hat 42.629 Einwohner (31. Dezember 2019), bei einer Bevölkerungsdichte von 279 Einwohnern pro km². Der Landesdurchschnitt in NRW liegt bei 526 Einwohnern pro km².

### Stadtgliederung
Als Folge von Eingemeindungen im Jahr 1969 entstanden aus vorher selbstständigen Gemeinden zwölf Stadtteile Borkens.
Das Amt Gemen-Weseke mit der Stadt Gemen und der Gemeinde Weseke wurde in die Stadtteile Gemen, Kirchspiel Gemen und Weseke überführt.
Das Amt Marbeck-Raesfeld wurde aufgelöst. Raesfeld und Homer wurden zur neuen Gemeinde Raesfeld zusammengeschlossen, während die übrigen Gemeinden in die Stadtteile Marbeck, Hoxfeld, Grütlohn, Rhedebrügge, Burlo/Borkenwirthe und Westenborken überführt wurden.
| Stadtteile (teilweise zusammengefasst)          | Einwohner | Stadtteilkarte |
| ----------------------------------------------- | --------- | -------------- |
| Borken (Hauptort)                               | 20107     |                |
| Gemen und das Kirchspiel Gemen                  | 7466      |                |
| Weseke                                          | 4968      |                |
| Burlo/Borkenwirthe                              | 3577      |                |
| Grütlohn, Hoxfeld, Rhedebrügge und Westenborken | 2762      |                |
| Marbeck                                         | 2463      |                |

## Geschichte

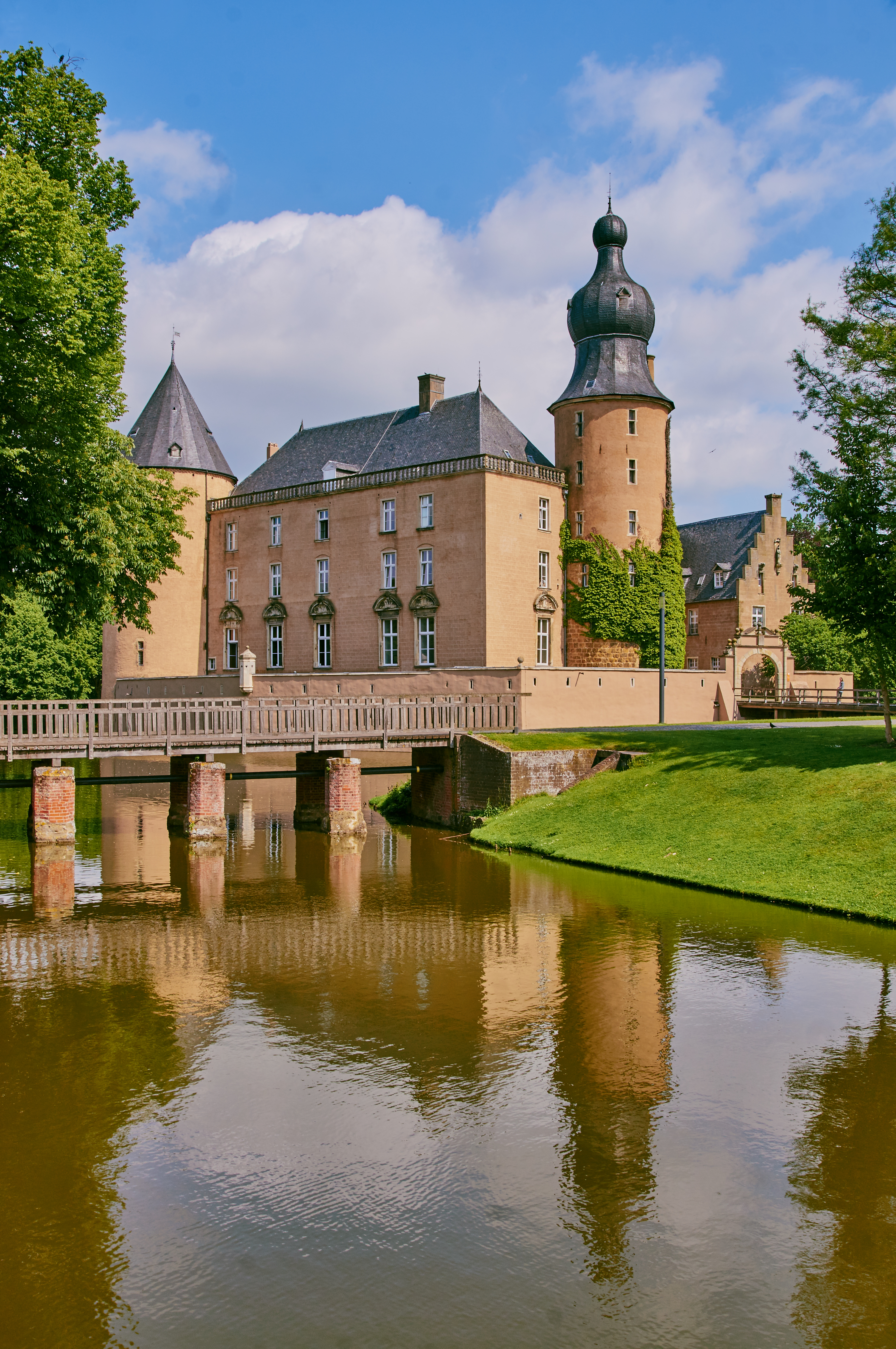
Burg Gemen im gleichnamigen Stadtteil

### Mittelalter
Bereits um 800 wurde die damalige Hofansammlung „Burg“ oder „Burk“ von Karl dem Großen als Lager auf seinen Reisen genutzt. Der Name stammt auch aus dieser Zeit und ist eine Entwicklung über Burke, Burken zu Borken. Im Jahre 1226 erfolgte die urkundliche Verleihung der Stadtrechte durch Bischof Dietrich III. von Isenberg (auch Fürstbischof Dietrich III. von Münster). Ab 1309 nahm die Stadt Borken an den Landtagen des Hochstifts Münster teil. Die Stadtbefestigung aus Stadtmauern und Türmen wurde erstmals 1391 erwähnt.

### Neuzeit
Mit der am 19. Oktober 1765 im Kloster Mariengarden geschlossenen Burloer Konvention wurde der bis dahin umstrittene Grenzverlauf zwischen der niederländischen Provinz Gelderland und dem Hochstift Münster verbindlich geregelt und blieb seitdem unverändert.
Von 1803 bis 1810 gehörte Borken zum Fürstentum Salm, ab 1810 zum französischen Kaiserreich. Im Zuge der Befreiungskriege vertrieben preußische Truppen der Nordarmee unter dem Kommando von Adolf Friedrich von Oppen die französischen Truppen, die nach der Völkerschlacht bei Leipzig nach Westen flohen, und rückten am 18. November 1813 in Borken ein. Beim Wiener Kongress 1815 wurde Borken auch völkerrechtlich dem Königreich Preußen zugeordnet und kam zur Provinz Westfalen. Am 10. August 1816 wurde Borken der Verwaltungssitz des damals neugebildeten Kreises Borken. 1843 zählte Borken 2845 Einwohner. Infolge der Industrialisierung stieg die Einwohnerzahl bis 1905 auf 4769.
Von 1880 bis 1905 erfolgte der Anschluss an das Eisenbahnnetz (1880 Strecke Wanne – Borken – Winterswijk, 1901 Empel – Bocholt – Borken und Borken – Burgsteinfurt, 1905 Borken – Coesfeld – Münster).
Gegen Ende des Zweiten Weltkriegs wurde der historische Stadtkern Borkens bei Bombenangriffen zu 90 % zerstört, vor allem durch die Bombardements vom 21. bis zum 23. März 1945. Am Gründonnerstag (29. März 1945) besetzte die British Army Borken. Am 23. April 1945 wurde in der unzerstörten Villa der Familie Gans eine Abteilung des 906 Detachment Military Government als Militärregierung für Stadt und Kreis Borken eingerichtet.
Von 1975 bis 1978 wurde die südliche Altstadt umfassend saniert und neu gestaltet. Hierbei wurden die letzten Reste der historischen Bebauung, die den Zweiten Weltkrieg überdauert hatten, abgebrochen. Im Jahre 2001 feierte Borken sein 775-jähriges Bestehen. Borken gehörte 2012 zu den wenigen Städten in Deutschland, die keine eigenen Schulden hatten.

### Eingemeindungen
Im Zuge der kommunalen Neugliederung erfolgte am 1. Juli 1969 die Eingemeindung Gemens und der bis dahin selbständigen Gemeinden Borkenwirthe, Kirchspiel Gemen, Grütlohn, Hoxfeld, Marbeck, Rhedebrügge, Weseke und Westenborken.

### Ausgliederungen
Am 1. Januar 1975 wurde ein kleines Teilgebiet aus der vormaligen Gemeinde Marbeck mit damals etwa 240 Einwohnern an die Nachbargemeinde Heiden abgetreten.

## Politik

### Stadtrat
Die 38 Sitze im Stadtrat verteilen sich nach den Ergebnissen der Kommunalwahl 2020 folgendermaßen auf die Parteien (Zur Information die Ergebnisse der Wahlen 2009 und  2014):
| Partei                                  | Sitze | Sitze | Sitze | Stimmenanteil | Stimmenanteil | Stimmenanteil |
| Partei                                  | 2009  | 2014  | 2020  | 2009          | 2014          | 2020          |
| --------------------------------------- | ----- | ----- | ----- | ------------- | ------------- | ------------- |
| Christlich Demokratische Union          | 16    | 20    | 20    | 42,2 %        | 50,6 %        | 52,3 %        |
| Sozialdemokratische Partei Deutschlands | 10    | 8     | 6     | 24,5 %        | 21,8 %        | 16,1 %        |
| Bündnis 90/Die Grünen                   | 3     | 4     | 5     | 8,7 %         | 10,1 %        | 14,0 %        |
| Freie Demokratische Partei              | 4     | 1     | 2     | 10,2 %        | 4,1 %         | 4,1 %         |
| UWG                                     | 4     | 4     | 4     | 11,4 %        | 10,7 %        | 10,2 %        |
| AfD                                     | –     | –     | 1     | –             | –             | 2,3 %         |
| FWB                                     | 1     | 1     | –     | 3,2 %         | 2,8 %         | –             |

### Wappen und Banner

Wappen
Banner
Wappen der ehem. Gemeinde Gemen-Stadt
Wappen des ehem. Amtes Gemen-Weseke

Der Stadt ist mit Urkunde der Bezirksregierung Münster vom 22. April 1970 das Recht zur Führung eines Wappens und einer Flagge (Banner) verliehen worden.

#### Wappen
Blasonierung: „In Silber (Weiß) aus dem Schildfuß wachsend eine runde schwarzgefugte rote Befestigung mit umlaufender Zinnenmauer, darin ein romanischer Rundbogen mit Schlussstein, zwei silbernen (weißen) Rundbogenportale umschließend, überragt von drei Rundtürmen, die Flankentürme mit vorkragendem dreizinnigem Abschluss und schwarzem Doppelfenster darunter, der mittige Turm größer mit vierpassförmiger silberner (weißer) Fensterrose unter dem facettierten Kuppeldach mit aufliegender Turmkugel.“
In früheren Wappendarstellungen des 20. Jahrhunderts erschien das Kuppeldach grün, andere Versionen zeigen das Wappenbild in nicht-perspektivischer Form. Erteilung 24. Juni 1910 und 22. April 1970. Eine weitere Version weist das Wappen mit einer Schildkrone aus einer von drei Zinnentürmen überragten Zinnenmauer mit Portal als Stadtwappen aus.
Das Wappen geht auf das älteste Stadtsiegel (ältester Abdruck von 1263) zurück, das, ohne Zinnenmauerkranz, die Flankentürme mit Spitzdächern und den mittleren mit Flachkegeldach und Zinnen zeigt. Als Wappenbild erschien es erstmals 1578, aufgenommen in die Schützenkette des St.-Johanni-Bürgerschützenvereins. In dieser Zeit wurde der Mauerring hinzugefügt. Es wird als redendes Wappen „Burg – Burk – Borken“ verstanden, obgleich der Name mehr als 500 Jahre bevor der Errichtung der Stadtbefestigung bestand. Herkunft und Bedeutung der Farben ist nicht bekannt.

#### Banner
Beschreibung des Banners: „Banner in drei Streifen im Verhältnis 3 : 5 : 3 von Rot zu Weiß zu Rot längsgestreift; zeigt auf der weißen Bahn etwas über die Mitte nach oben verschoben das Stadtwappen ohne Schild.“

### Städtepartnerschaften
- Albertslund (Dänemark)
- Bolków (Polen)
- Grabow (Deutschland)
- Mölndal (Schweden)
- Říčany (Tschechien)
- Whitstable (Vereinigtes Königreich).

1987 wurden die Partnerschaften mit Albertslund in Dänemark und mit Whitstable in England begründet. Da Albertslund zu diesem Zeitpunkt schon eine Städtepartnerschaft mit Mölndal in Schweden und mit Grabow in Mecklenburg-Vorpommern hatte, ist Borken auch mit diesen beiden Städten in Kontakt getreten. Bolków in Polen ist durch Einwohner des ehemals Bolkenhain genannten Ortes initiiert worden, die nach 1945 in Borken eine zweite Heimat gefunden haben. Als Borken im September 1997 das 10-jährige Partnerschaftsjubiläum mit Albertslund und Whitstable feierte, wurde die Gründung einer Ringpartnerschaft erörtert und diese mit Bolków und Mölndal beschlossen. Gleichzeitig hat Borken mit Grabow einen Freundschaftsvertrag vereinbart. Die Erweiterungsurkunde mit der tschechischen Stadt Řičany wurde am 8. September 2017 unterzeichnet.
Weil Borken sich im Rahmen der Städtepartnerschaften in besonderer Weise um die europäische Einigung und die Umsetzung des Europagedankens verdient gemacht hat, wurden ihr folgende Auszeichnungen, teilweise als Europapreis verliehen:
- 1996 Die goldenen Sterne der Partnerschaft („Les Etoiles d´Or du Jumelage“)
- 1997 Europadiplom
- 1998 Ehrenfahne
- 1998 Europamedaille des Institutes für europäische Partnerschaften und Internationale Zusammenarbeit (IPZ)
- 2007 Ehrenplakette

Die NRW-Landesregierung hat die Stadt Borken 2019 für ihr Europa-Engagement als „Europaaktive Kommune“ ausgezeichnet. Die Urkunden wurden durch Europaminister Stephan Holthoff-Pförtner im Namen des Ministerpräsidenten am 4. November 2019 verliehen.

## Sehenswürdigkeiten

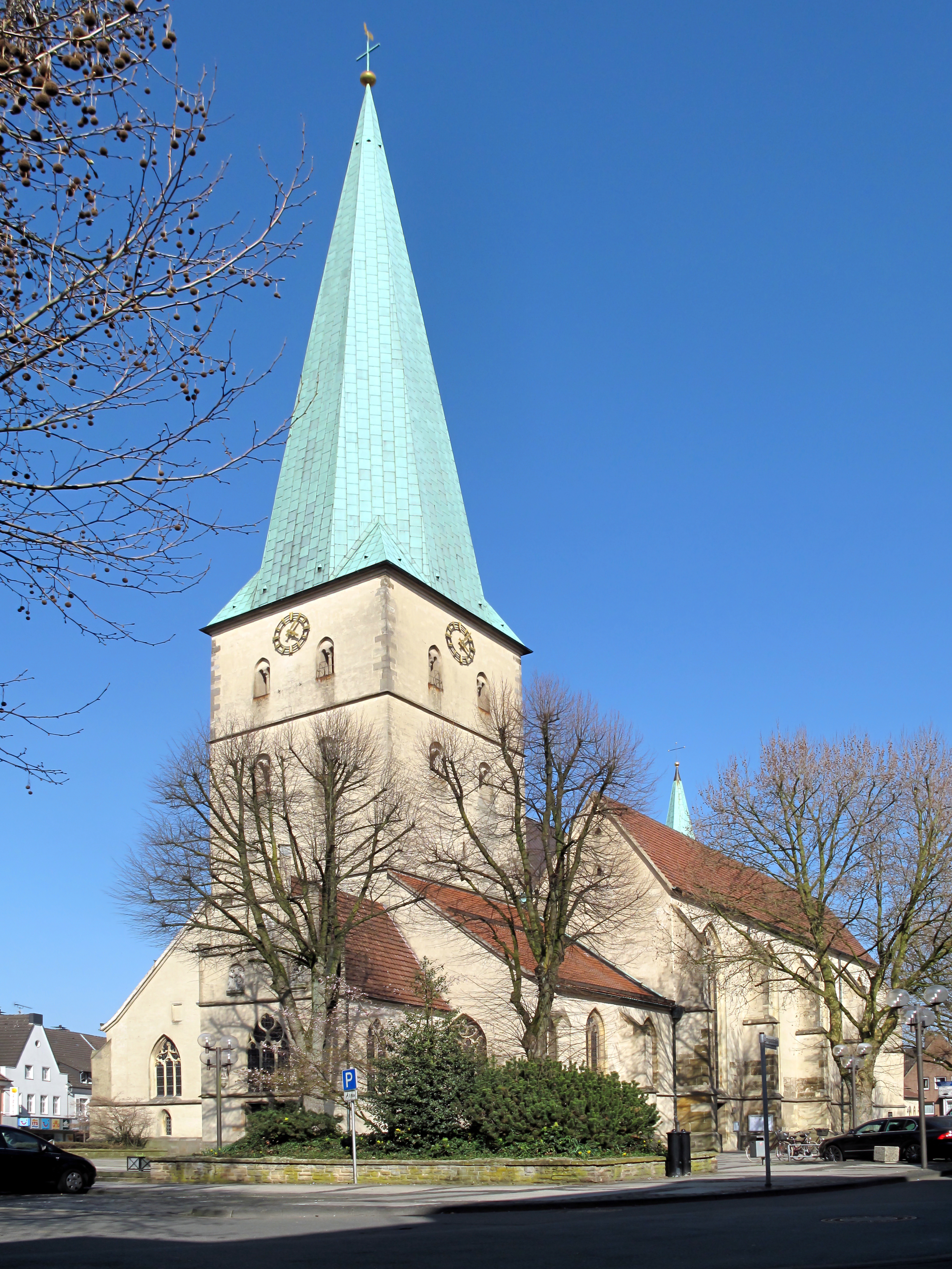
Propsteikirche Sankt Remigius (vor Umgestaltung des Kirchplatzes 2016)

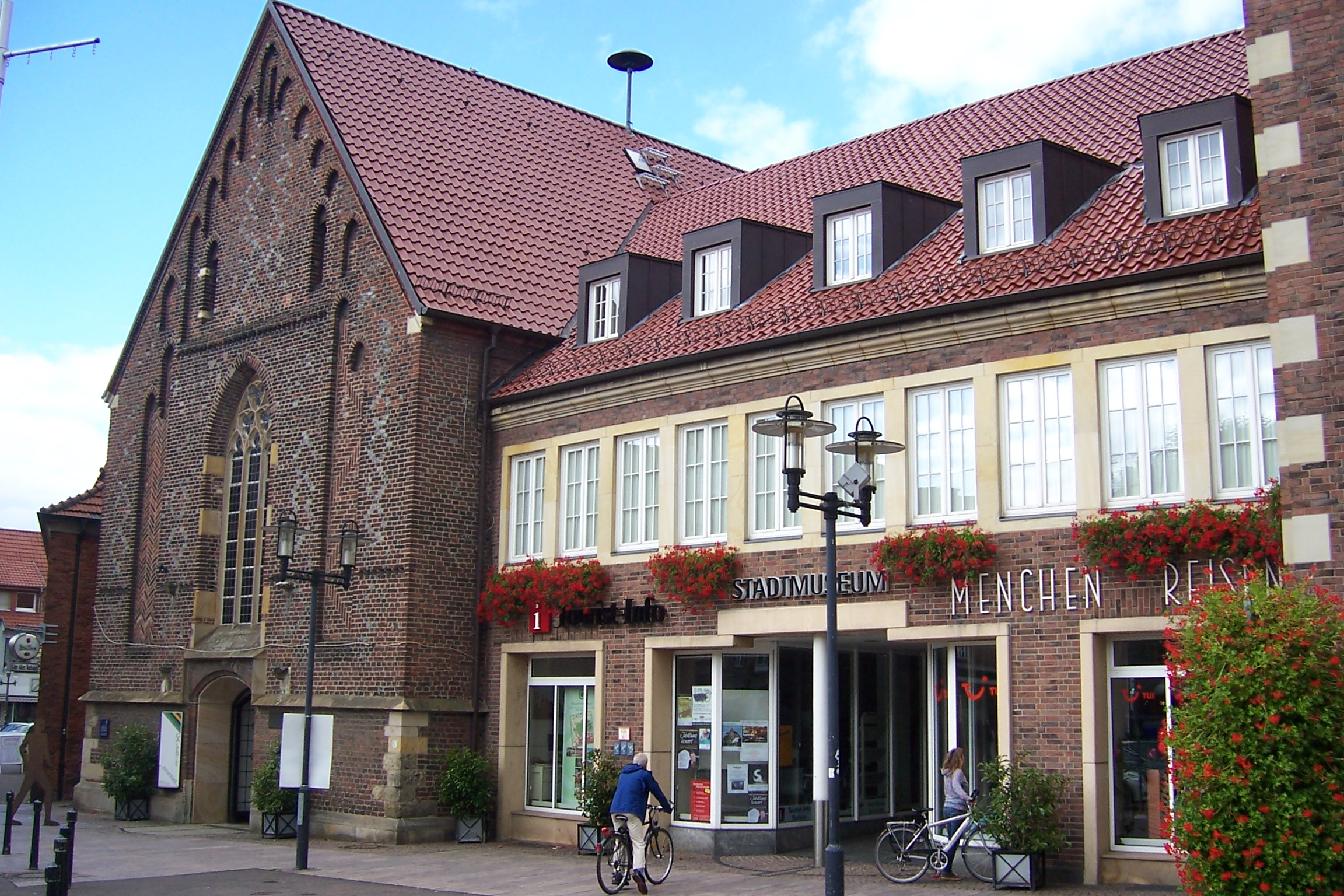
Heilig-Geist-Kirche und altes Rathaus am Marktplatz

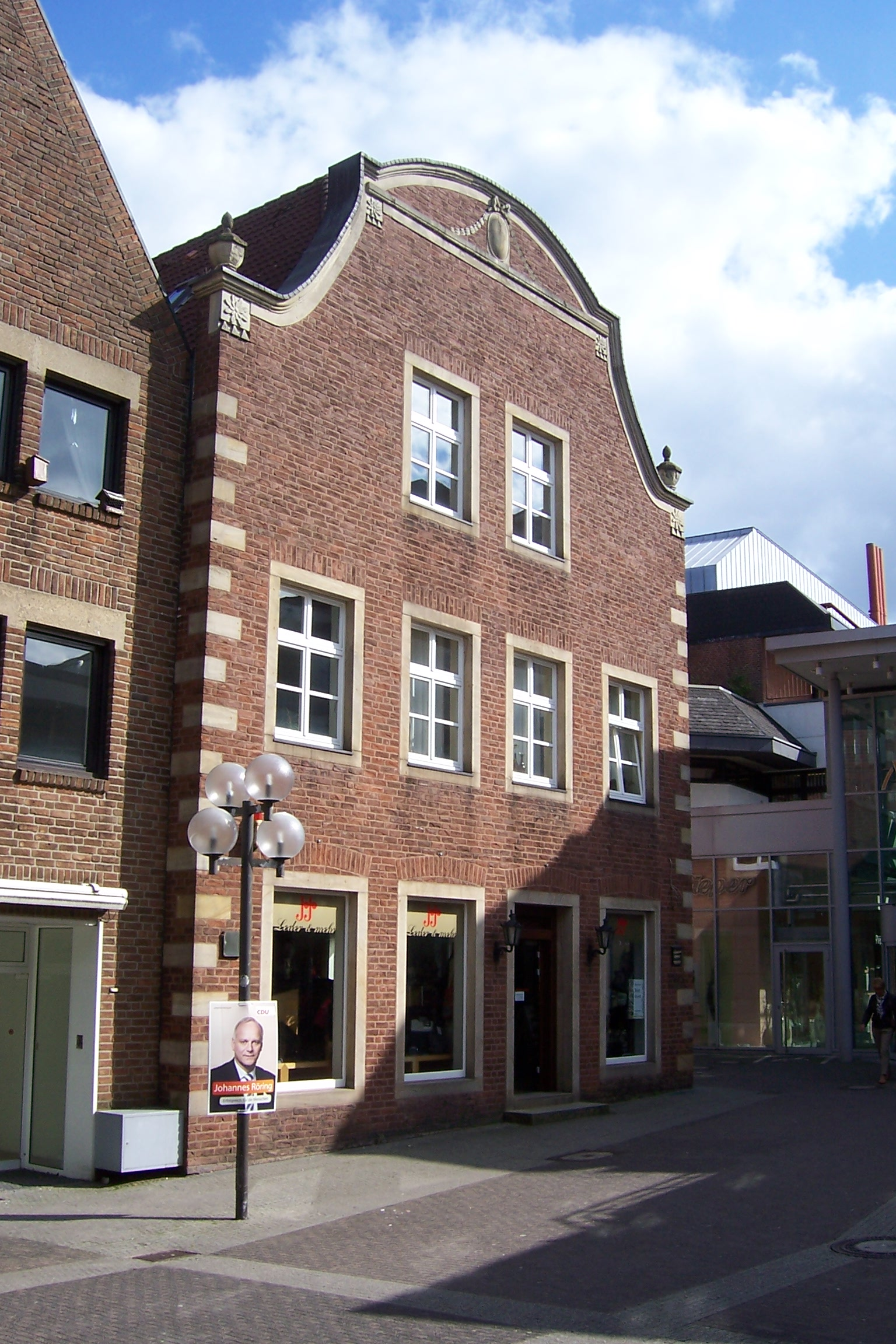
Stadtsanierung 1976–1979: Haus Kornmarkt 4 (ehem. Vennestraße 1)

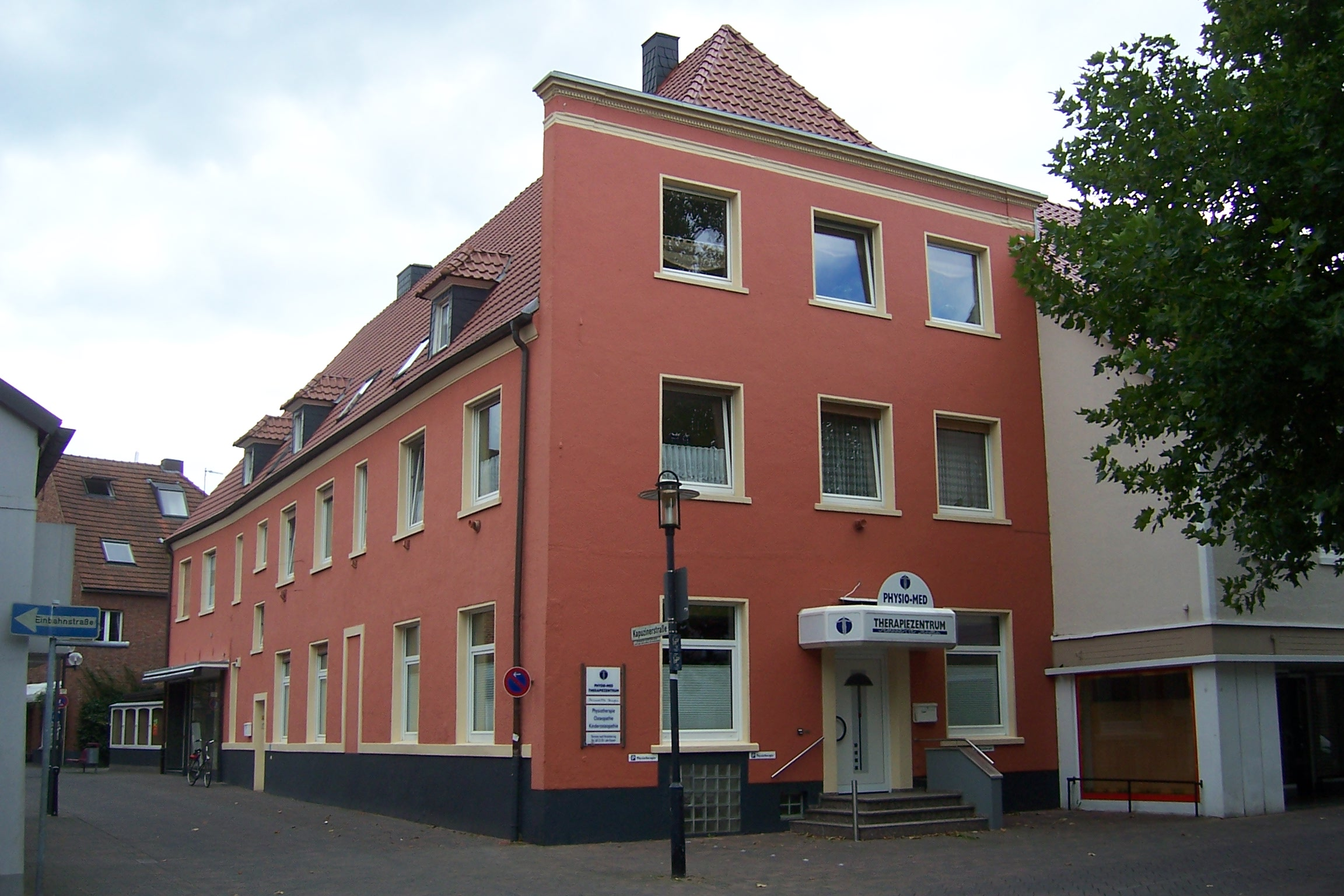
Das Zaunsche Haus an der Remigiusstraße wurde wohl um 1600 errichtet und im 19. Jahrhundert verändert.

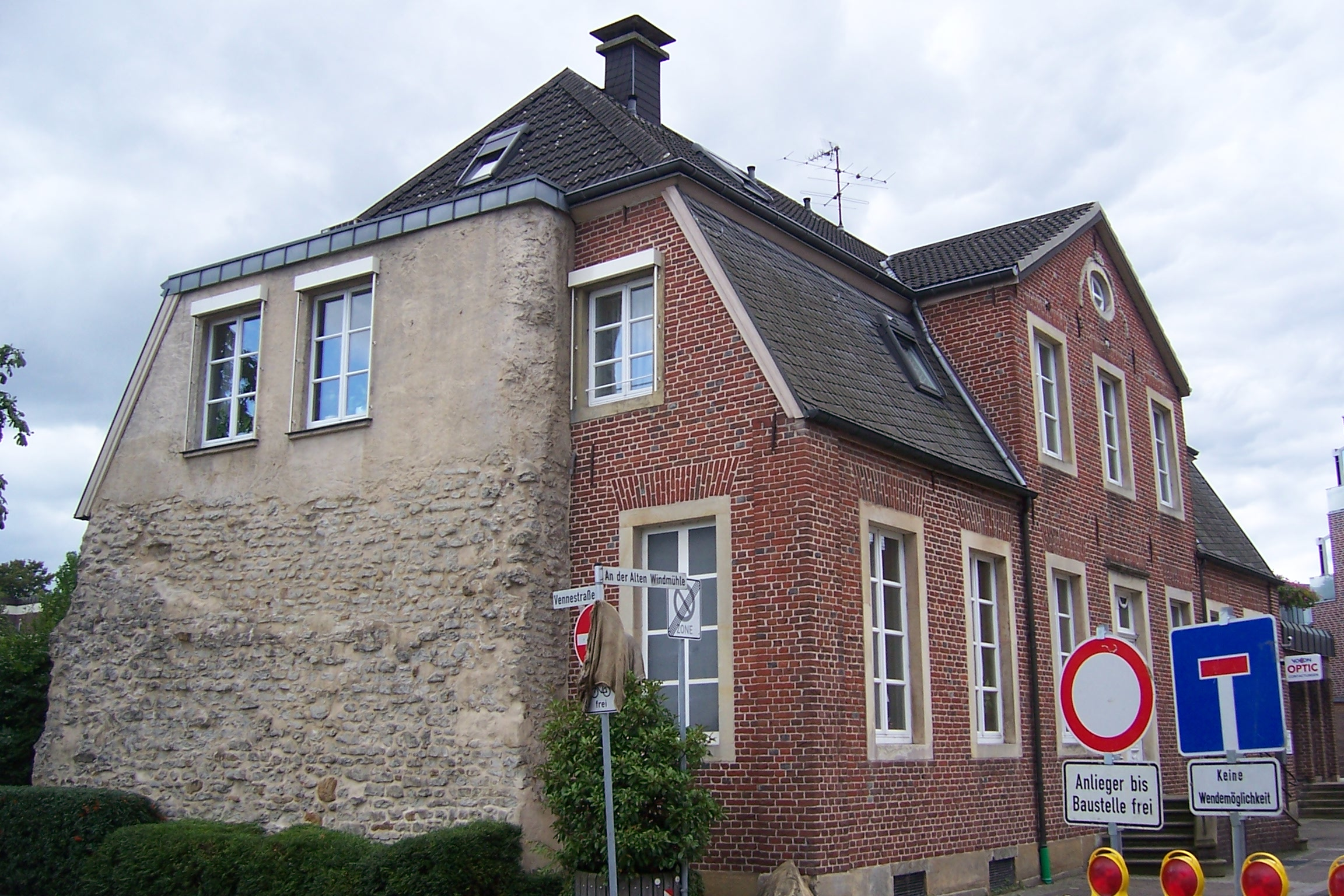
Haus An der alten Windmühle 1 mit dem Rest des Vennetores.

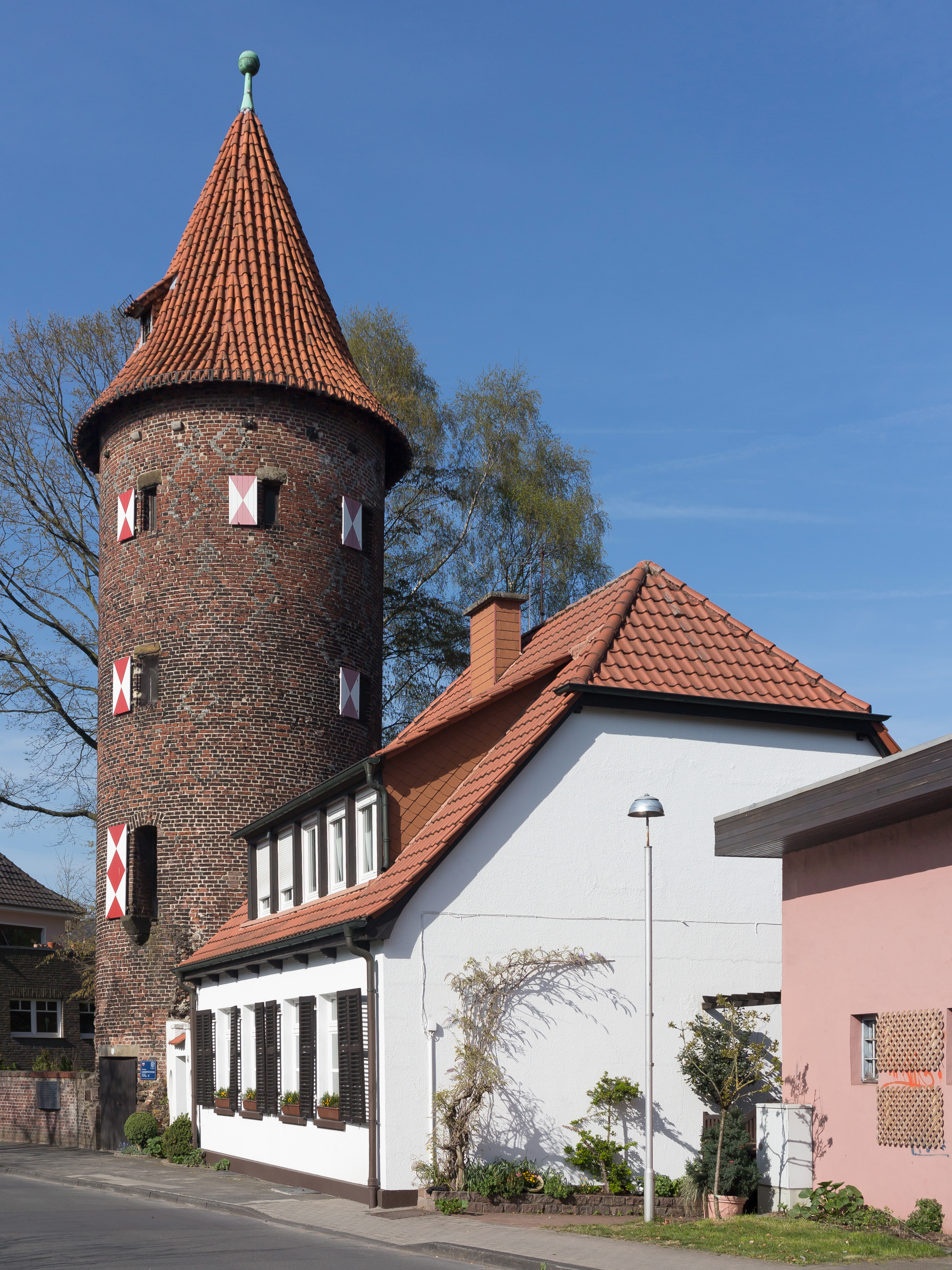
Kuhmturm, Rest der Stadtbefestigung

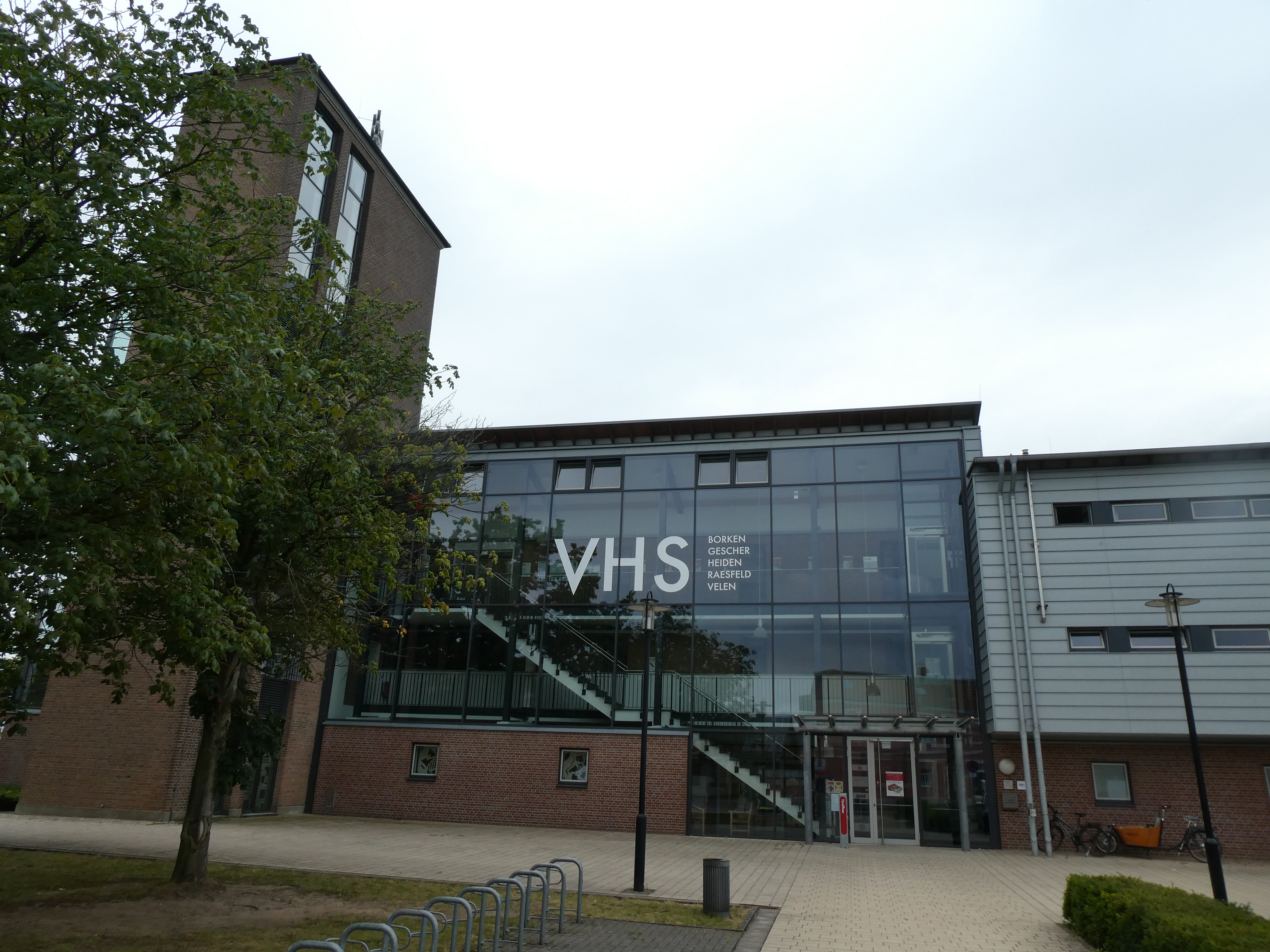
Profanierte Josefskirche Borken, heute VHS und Jugendzentrum

Die Sehenswürdigkeiten der Stadtteile werden jeweils dort aufgeführt.

### Bauwerke

#### Kirchen
In Borken befinden sich mehrere Kirchen.
Davon ist die mit Abstand älteste die Propsteikirche St. Remigius, die etwa 1160 erbaut wurde. Sie befindet sich an der Papenstegge 10. Südöstlich der Propsteikirche befindet sich inmitten einer Grünanlage die ehemalige Dechanei (heute katholisches Propsteipfarramt). Der zweigeschossige verputzte Backsteinbau wurde 1769 erbaut.
Zweitälteste Kirche in religiöser Funktion ist die Johanneskirche, die etwa 1700 errichtet wurde und innen über eine barocke Ausstattung verfügt.
Des Weiteren existieren einige Kirchen, die nicht mehr ihre ursprüngliche Funktion einnehmen:
Das Gebäudeensemble Heilig-Geist-Kirche und Altes Rathaus sind zum Forum Altes Rathaus Borken, abgekürzt FARB, geworden. Das FARB ist die neue kulturelle Mitte und das Museum der Stadt Borken. Nach einem mehrjährigen Umbau hat es im Sommer 2020 erstmals seine Türen geöffnet. Dieses Projekt entstand mit Hilfe des Strukturförderprogrammes des Landes Nordrhein-Westfalen. Die frühere Gastkirche des Hospitals zum Heiligen Geist wurde 1809 profaniert. Es handelt sich um eine um 1380/90 erbaute Backstein-Saalkirche mit Dachreiter. Die Nord- und Südseite mit ihren Blendarkaden und Rautenmustern sind als Schaugiebel konzipiert. Diese sind im Westmünsterland einzigartig. Im Zweiten Weltkrieg vollständig ausgebrannt, wurde das Gebäude von 1950 bis 1952 äußerlich unverändert wiederaufgebaut und in den östlich anschließenden Rathausneubau einbezogen.
Das zweigeschossige traufständige Rathausgebäude mit Satteldach, das noch ganz in der Tradition der Heimatschutzarchitektur steht, wird im Osten von einem viereckigen Turm flankiert, der von einer Balustrade abgeschlossen wird. Bekrönt wird der Turm, der im Erdgeschoss mit einer Arkade versehen ist, von einem zierlichen, mit Kupfer gedeckten Glockentürmchen. Im Laufe der Zeit wurde das Untergeschoss des Rathauses verändert und mit Ladeneinbauten versehen.
Die ehemalige Pfarrkirche St. Josef wurde erbaut in den 1950er Jahren und 2006 profaniert. In einem kostspieligen Umbau wurden die Räumlichkeiten für das heutige Jugendzentrum und die Volkshochschule Borken geschaffen.

#### Weitere Bauwerke
Noch kurz vor Kriegsende, im Frühjahr 1945, wurde der gut erhaltene Ortskern von Borken zu 80 % zerstört. Weitgehend unversehrt blieb lediglich der südliche Teil der Altstadt um die Johanniter- und Vennestraße. Doch anstatt hier eine behutsame Objektsanierung durchzuführen, wurde die alte Bausubstanz im Rahmen der ab 1976 durchgeführten Stadtsanierung vollständig abgeräumt, darunter auch das klassizistische, um 1800 entstandene Haus Vennestraße 8. Die Vennestraße wurde schließlich aufgegeben und mit einem den Maßstab sprengenden Einkaufszentrum, über dem sich die Stadthalle befindet, großflächig überbaut. Nach Auffassung der Stadt Borken soll sich diese „harmonisch“ in das Stadtbild einfügen. Verschont blieb lediglich das bedeutende Baudenkmal Johanniterstraße 2 (heute Hausnummer 22), das 1974–1976 umfassend erneuert wurde. Der verstümmelte Giebel des zweigeschossigen Backsteinhauses konnte anhand von gut dokumentierten Vergleichsbeispielen rekonstruiert werden. Für die neue Nutzung als Gaststätte wurde das Innere weitgehend entkernt und neu aufgeteilt. Zwar wurde das Äußere in seinen vermuteten Originalzustand zurückversetzt; jedoch hatten die Baumaßnahmen letztendlich einen weitgehenden Verlust der historischen Substanz zur Folge. Ursprünglich sollte auch das mit einer Backsteinfront versehene Fachwerkhaus Vennestraße 1 (jetzt Kornmarkt 4) von 1684 renoviert werden. Tatsächlich wurde dieses dann aber 1978/1979 abgebrochen und durch einen Neubau ersetzt. Dessen Fassade stellt keine historisch getreue Rekonstruktion dar, sondern lehnt sich nur sehr vage an die Formen des Vorgängerbaus an. Dennoch wurde das Gebäude in die Denkmalliste der Stadt Borken aufgenommen.
Zu den wenigen Bürgerhäusern, die sich darüber hinaus erhalten haben, gehört Mühlenstraße 8. Der Putzbau stammt im Kern aus dem 16. Jahrhundert und wurde im 18. Jahrhundert unter anderem mit einer neuen Fenstereinteilung versehen. Der Einbau der Arkaden im Erdgeschoss erfolgte erst nach dem Zweiten Weltkrieg. Mit dem Zaunschen Haus findet sich an der Remigiusstraße ein um 1600 entstandener Bau, der allerdings im 19. Jahrhundert spätklassizistisch verändert wurde. Ehemals unmittelbar am Marktplatz gelegen (alte Adresse: Markt 8), verfügte das Haus vor dem Zweiten Weltkrieg noch über eine Utlucht, die von zwei korinthischen Säulen eingefasst wurde. Dank des modernen Verputzes und der sprossenlosen Fenster wirkt das Gebäude heute wesentlich jünger, als es tatsächlich ist. An der Alten Windmühle 1 befindet sich ferner ein bemerkenswertes klassizistisches Backstein-Traufenhaus, das 1803 vollendet worden sein dürfte. Die Ostseite des nur eingeschossigen Bauwerks mit Mittelrisalit lehnt sich im Osten an einen Mauerrest des einstigen Vennetors an.
Weitere markante Gebäude sind beispielsweise die historistischen Villen an der Heidener Straße, darunter die Villa Bierbaum und die Villa Büning.
Von der spätmittelalterlichen, bis 1433 vollendeten und im 16. Jahrhundert verstärkten Stadtbefestigung blieben insgesamt fünf Türme und mehrere Mauerreste erhalten. In der Turmstraße 33 befindet sich der runde, 1555 entstandene Diebesturm (Geuturm). Im Zweiten Weltkrieg durch Bombenvolltreffer stark beschädigt, wurde er anschließend in der alten Form wieder aufgebaut. Dabei musste der obere Teil vollkommen erneuert werden. Im Osten schließt sich an den Turm noch ein längeres Stück der Stadtmauer an. Nordöstlich von St. Remigius erhebt sich der zu Anfang des 16. Jahrhunderts errichtete und 1910 mit einem Kegeldach versehene Kuhmturm (kumptorn; Kump (Mz.: Kümpe) – mit Brettern verschalte Grube zum Gerben von Rinderfellen in einem Lohebad). Aus derselben Zeit stammt der Wedemhoveturm (Wedemhove – Wirtschaftshof einer Pfarre) mit dem erst 1908 angefügten Treppenturm. Der unweit der Stadthalle gelegene Windmühlenturm aus dem 16. Jahrhundert wurde im Laufe des 17. Jahrhunderts zu einer Windmühle ausgebaut, deren Flügel in einem Sturm 1869 zerstört wurden. Im Westen der Stadt, an der Wallstraße 5, steht der im Krieg ebenfalls stark beschädigte Holkensturm, dessen neugotische Aufbauten nicht wiederhergestellt wurden. Reste des Vennetors wurden in das 1803 entstandene Haus an der Alten Windmühle 1 integriert. 1976 wurde im Rahmen der Stadtsanierung der mächtige, als „Bär“ bekannte Stützpfeiler eines Wachturms abgebrochen. Er wurde anschließend unter teilweiser Verwendung der alten Backsteine in der Nähe seines ursprünglichen Standortes wieder errichtet und in den Neubau des Parkhauses einbezogen.
Ein weiteres Bauwerk ist das Iserne Krüs, ein Sühnekreuz, das etwa 1900 errichtet wurde.

### Ausgewählte Sehenswürdigkeiten in den Ortsteilen

#### Gemen
- Das Wasserschloss Gemen
- Die Gemener Freiheit
- Die Marienkirche, eine Barockkirche in Gemen aus dem Jahr 1719
- Die Johanneskirche (Borken-Gemen) von 1703
- Das Provinzialhaus der Schönstätter Marienschwestern (Schönstatt-Au) in Gemen

#### Weseke
- Das Heimathaus und der Apothekergarten in Weseke.
- Die Bockwindmühle in Weseke.

#### Marbeck
- Das Haus Döring, ein barockes zweigeschossiges Herrenhaus von 1727

#### Hoxfeld/Rhedebrügge/Westenborken/Grütlohn
- Der Pröbstingsee als Naherholungsgebiet.
- Das Haus Pröbsting, ein Herrenhaus mit dreiflügeliger Vorburg, das als Wasserburg angelegt wurde. Heute beherbergt die Anlage eine Privatklinik.
- Die Kirche St. Maria Immaculata in Rhedebrügge.

#### Burlo/Borkenwirthe
- Das Kloster und die Kirche St. Marien in Burlo
- Das Naturschutzgebiet Burlo-Vardingholter Venn und Entenschlatt
- Die Kirche Hl. Kreuz Borkenwirthe aus dem Jahr 1949, ein Backsteinbau der seit 2006 unter Denkmalschutz steht.

## Verkehr

### Schienen- und Busverkehr

#### Eisenbahnverkehr

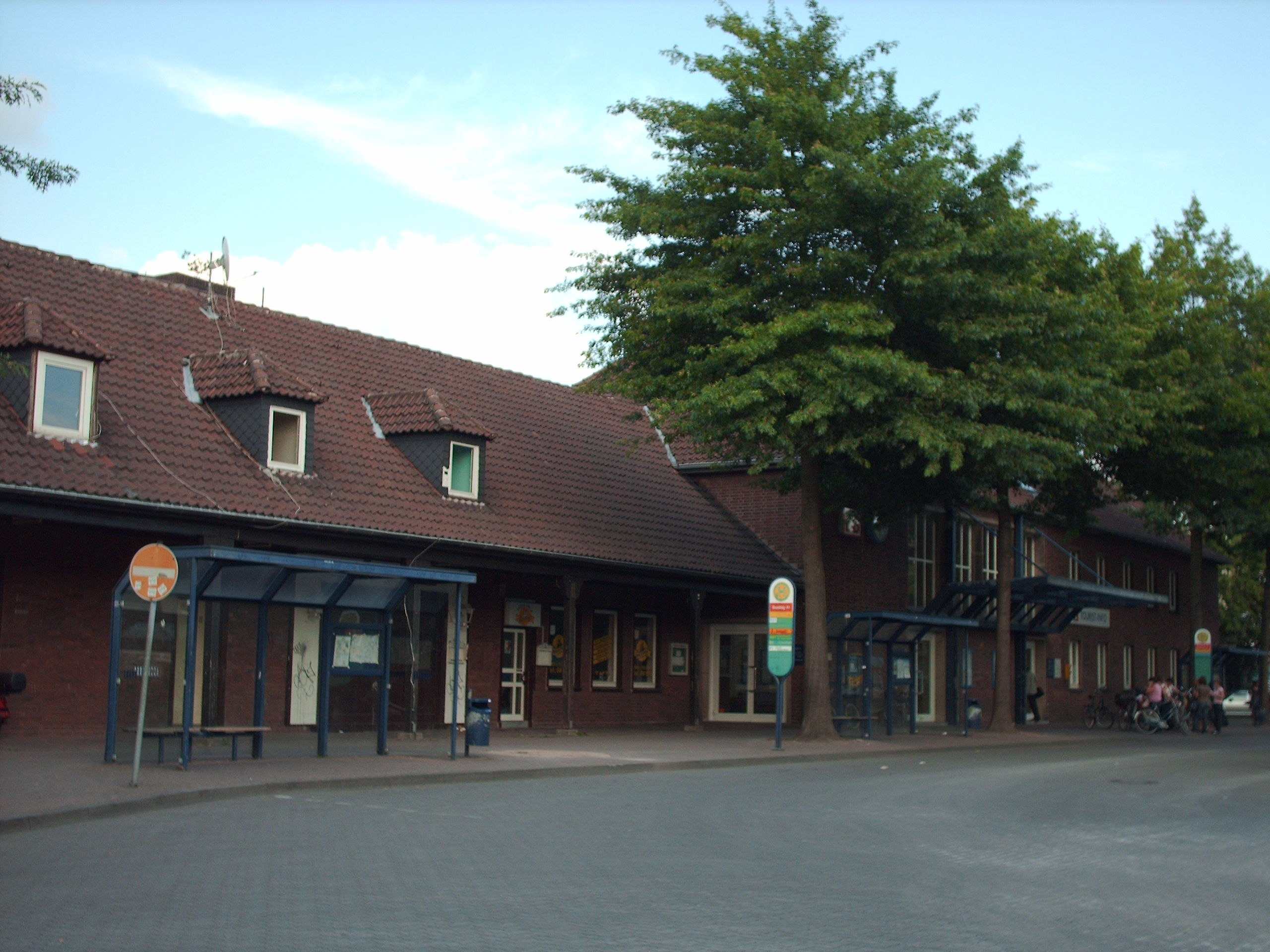
Empfangsgebäude des alten Bahnhofs (mittlerweile ist das Gebäude abgerissen worden)

Der Bahnhof Borken (Westf) ist derzeitiger Endpunkt des betriebenen Abschnittes der Bahnstrecke Winterswijk–Gelsenkirchen-Bismarck. Er wird im Stundentakt vom Regional-Express RE 14 „Emscher-Münsterland-Express“ nach Dorsten, Gladbeck, Bottrop und Essen bedient.
Historisch war Borken einer der wichtigsten Eisenbahnknotenpunkte im Münsterland. Hier traf die Baumbergebahn auf die heute nur noch in Südrichtung betriebene Bahnstrecke Winterswijk–Gelsenkirchen-Bismarck. Außerdem endete in Borken die Nordbahn aus Burgsteinfurt. Verbindungen bestanden so unter anderem nach Bocholt, Coesfeld, Ahaus und Winterswijk.
Außer dem Bahnhof Borken existiert im Stadtgebiet der Haltepunkt Marbeck-Heiden im Ortsteil Marbeck, welcher auch die Nachbargemeinde Heiden anbindet.
An den stillgelegten Strecken lagen außerdem die Bahnhöfe Burlo, Weseke, Gemen und Rhedebrügge.

#### Busverkehr
Neben der Eisenbahnverbindung RE14 nach Essen gibt es den Schnellbus S75 von Münster nach Bocholt, die von der Westfalenbus betrieben wird.

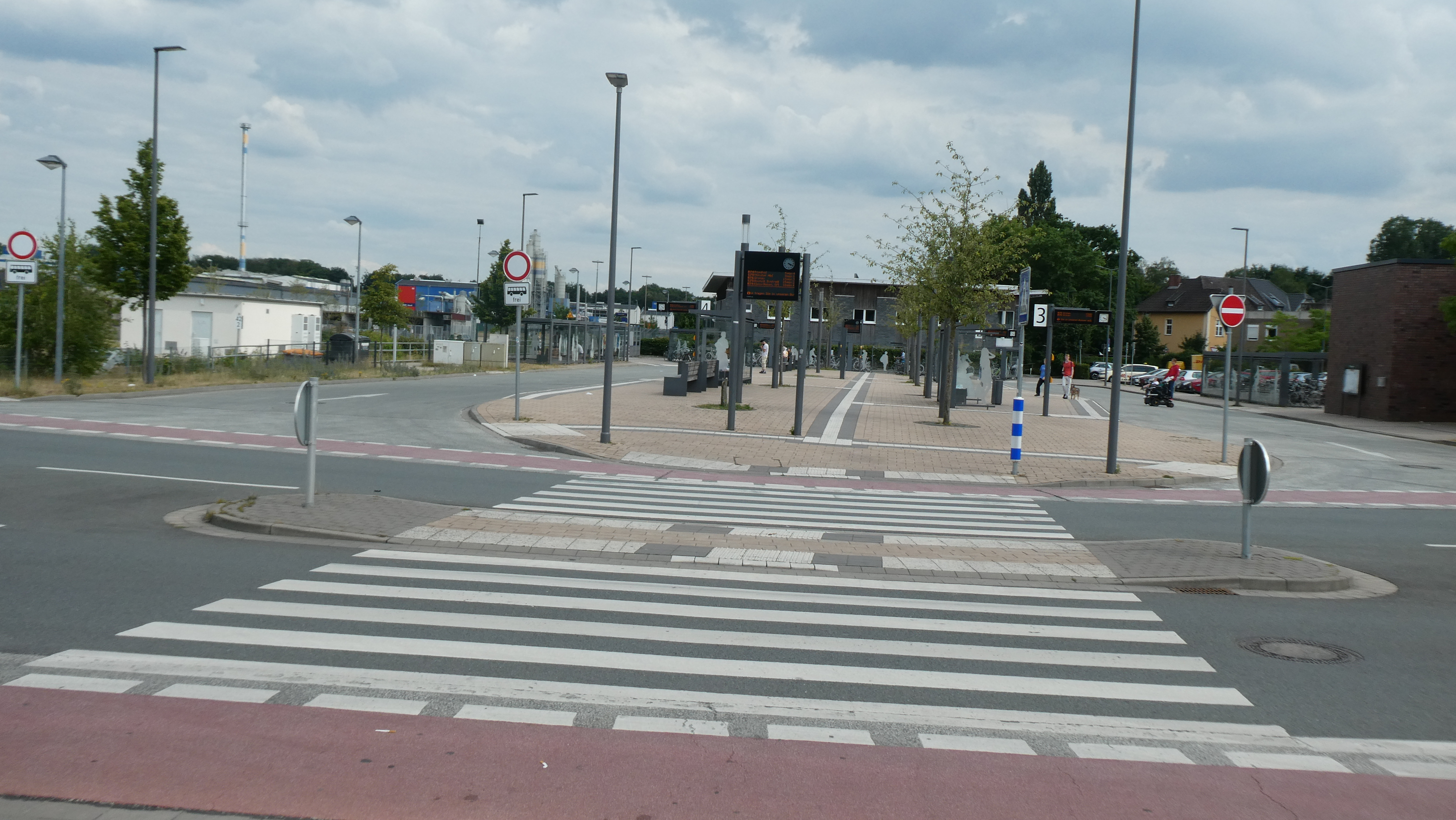
Borken, Bussteig

 Ferner sind verschiedene Regionalbus-Linien im Angebot.

### Straßenverkehr

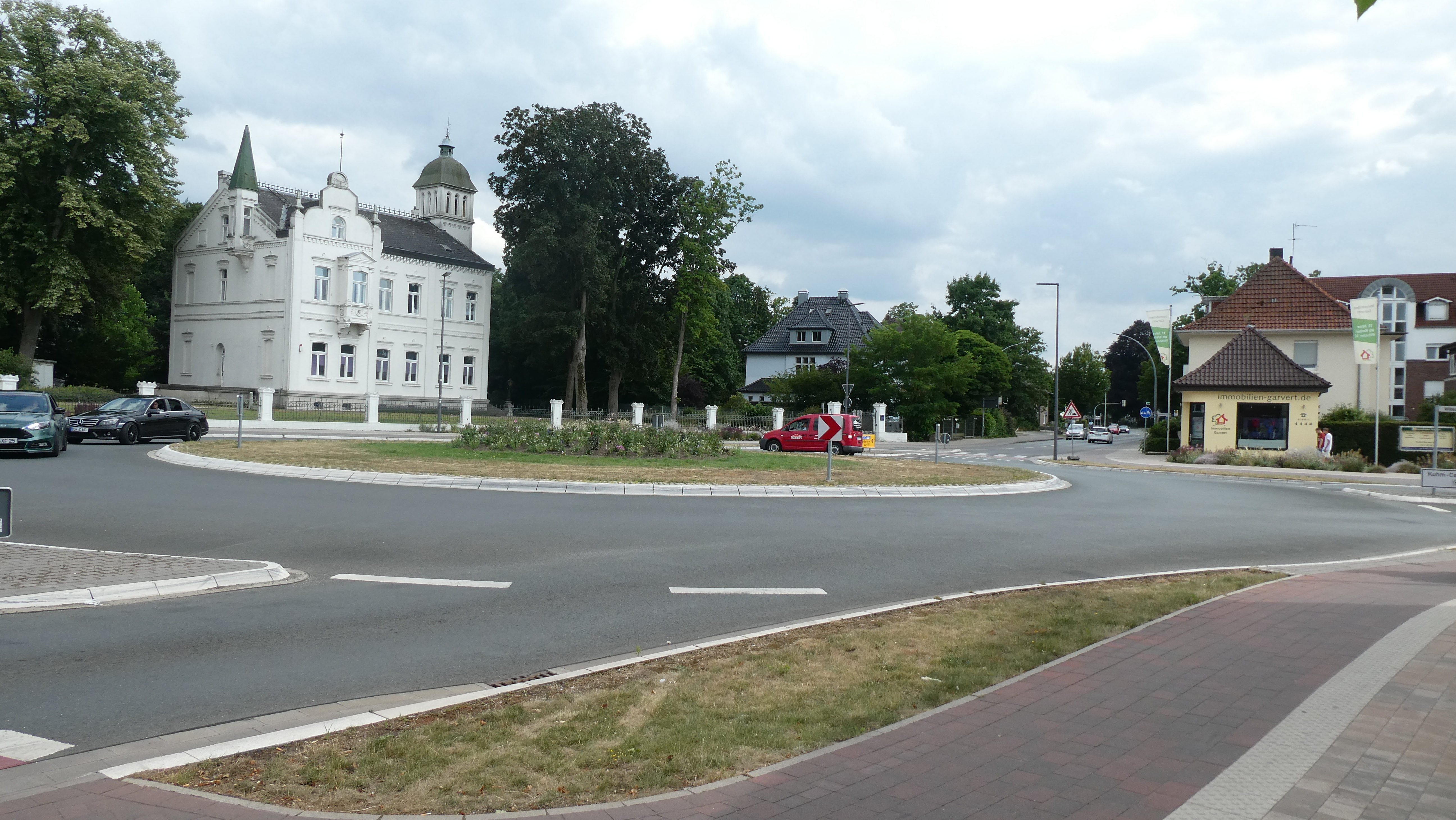
Borken, Kreisverkehr Heidener Straße

Die wichtigste Verkehrsanbindungen erhält Borken durch die B 70 in Nord-Süd-Richtung und die B 67 in Ost-West-Richtung. Beide Bundesstraßen umfahren die Stadt als Umgehungsstraßen. Die nächste Autobahnanschlussstelle befindet sich zwölf Kilometern östlich an der Bundesautobahn 31.

### Fahrradverkehr
Borken ist an zahlreiche Radfernwege unter anderem in die Niederlande angebunden sowie an die Themenrouten 100-Schlösser-Route, agri cultura Route, Westmünsterland-Route und Naturpark Hohe Mark Route.

### Luftverkehr
In Borken gibt es den kleinen Flugplatz Borken-Hoxfeld.

## Wirtschaft und Versorgung

### Wirtschaft
Einige große Konzerne haben in Borken ihren Sitz oder eine Niederlassung:
- Der IT-Dienstleister netgo group GmbH mit 1.350 Mitarbeitern (2023) an über 30 Standorten hat hier seinen Hauptsitz. Er machte 2022 einen Umsatz von ca. 370 Mio. Euro.
- Die weltweit größte Niederlassung des britischen Konzerns Vesuvius ist seit 1960 mit rund 700 Mitarbeitern in Borken (Stand: 2023).[28] Unter der Marke Foseco werden feuerfeste Werkstoffe für Gießereien hergestellt.
- Die Deutsche Glasfaser Holding GmbH hat in Borken ihren Sitz. Sie macht mit deutschlandweit 1700 Mitarbeitern (Stand: 2023)[29] knapp 144 Mio. Euro Umsatz (2020).
- Die Salvia Gebäudetechnik, ein Tochterunternehmen der Eiffage Énergie Systèmes, betreibt eine ihrer größten Niederlassungen in Borken, in der rund 500 Mitarbeitende beschäftigt sind. Diese Niederlassung geht auf die 1939 in Borken gegründete J. Rehms GmbH zurück[30].

Darüber hinaus ist die Stadt Borken Standort von teilweise familiengeführten Groß- sowie Mittelstandsunternehmen.
- Das Familienunternehmen Fooke wurde 1904 in Borken gegründet.[31] Als Maschinenbauunternehmen für Portalfräsmaschinen und Friction Stir Welding (FSW)-Anlagen stellt die Fooke GmbH Maschinen für die Luft- und Raumfahrt,  Automobilindustrie und die Schienenverkehrstechnik her.[32] Sie hat rund 200 Mitarbeiter (Stand: 2023).[33]
- Auch die 1895 gegründete Bierbaum Unternehmensgruppe hat ihren Stammsitz in Borken. Das Familienunternehmen in 4. Generation stellt Heimtextilien und technische Textilien für Filter und Autobau her. Es hatte 2023 650 Mitarbeiter und ist hat seinen Schwerpunkt im Bereich Bettwäsche.[34] 2020 betrug der Umsatz 130 Mio. Euro.[35]
- Ein weiteres international tätiges Textilunternehmen ist die Wilh. Wülfing GmbH & Co. KG, 1885 in Borken gegründet. Mit dem 2014 übernommenen Hersteller Arnold Kock Textil aus dem nahegelegenen Borghorst und einer Niederlassung in Tschechien wurden mit 520 Mitarbeitern 82 Mio. Euro Umsatz (2019) erreicht.[36]
- Die Borchers Unternehmensgruppe, ein Logistikdienstleister, beschäftigt in Borken 150 Mitarbeiter (Stand: 2023) und machte 2018 knapp 19 Mio. Euro Umsatz.[37]
- Das Maschinenbauunternehmen Börger hat seinen Sitz im Ortsteil Weseke.

### Versorgung
Die Borkener Innenstadt beherbergt neben zahlreichen Einzelhandelsgeschäften zwei Einkaufszentren, zum einen das Kuhm-Center, zum anderen den Vennehof.

## Bildung

### Berufsbildende Schulen
- Berufskolleg Borken

### Allgemeinbildende Schulen
- Berufskolleg Borken

Abitur
- Berufliche Gymnasien:
  - Wirtschaftsgymnasium;
  - Technikgymnasium in der Fachrichtung Ingenieurwissenschaften;
  - Gymnasium Erziehung und Soziales

Fachhochschulreife
- Fachoberschulen:
  - Sozial- und Gesundheitswesen (2-jährig)
  - Wirtschaft und Verwaltung (1-jährig)
  - Technik (1-jährig):
    - Bau/Holztechnik
    - Elektrotechnik
    - Metalltechnik

- Höhere Berufsfachschulen:
  - Sozial- und Gesundheitswesen
  - Wirtschaft und Verwaltung (Höhere Handelsschule)
  - Elektrotechnik
  - Metalltechnik

- Fachschule:
  - Baudenkmalpflege und Altbauerneuerung
    - Farbe/Stuck
    - Holz
    - Stein

Fachoberschulreife
- Berufsfachschulen:
  - Sozial- und Gesundheitswesen (2-jährig)
  - Wirtschaft und Verwaltung (1-jährig)
  - (Handelsschule Oberstufe)

Hauptschulabschluss bzw. Fachoberschulreife
- Berufsgrundschuljahr:
  - Wirtschaft und Verwaltung
  - Holztechnik
  - Metalltechnik

Gymnasien
- Gymnasium Remigianum, Borken
- Gymnasium Mariengarden, Borken-Burlo

Realschulen
- Nünning-Realschule (Gemen) (ausgelaufen)
- Schönstätter Marienschule
- Maria-Sibylla-Merian-Realschule (Weseke)

Gesamtschulen
- Jodocus Nünning Gesamtschule Borken
- Julia-Koppers Gesamtschule Borken[38]

Hauptschulen
- Duesbergschule
- Remigiusschule

Grundschulen
- Astrid-Lindgren-Schule (Burlo)
- Cordulaschule (Gemen)
- Engelradingschule (Marbeck)
- Johann-Walling-Schule
- Josefschule
- Montessori-Grundschule
- Pröbstingschule (Hoxfeld)
- Remigius-Grundschule
- Roncalli-Schule (Weseke)

Förderschulen
- Neumühlenschule Gemen
- Erich-Kästner-Schule

Reformpädagogische Schulen
- Montessori-Schulen, Borken und Gemen

Erwachsenenbildung
- Volkshochschule Borken

Hochschule
- Studienzentrum der Fernuniversität Hagen im Gebäude des Gymnasiums Remigianum

## Kindergärten (nach Ortsteilen sortiert)
Borken
- Ev. Kindergarten Frederike Fliedner
- Kath. Kindergarten St. Remigius
- Kath. Kindergarten Nordesch
- Kath. Kindergarten Nünningsweg
- Kath. Kindergarten Robert-Koch
- Kath. Kindergarten Johann-Walling
- Kath. Kindergarten St. Josef
- DRK-Kindergarten Die Spielwiese
- Montessori Kinderhaus
- KSB-Kindertagesstätte Kreisel
- KSB-Kindertagesstätte Hula Hoop
- KSB-Kindertagesstätte Hula Dues
- KSB-Kindertagesstätte Turmschlösschen

Gemen
- Kath. Kindergarten Sonnenburg
- Kath. Kindergarten St. Marien
- DRK-Kindergarten Regenbogen
- AWO Tageseinrichtung für Kinder
- Kindertagesstätte Pusteblume

Borkenwirthe/Burlo
- Kath. Kindergarten St. Marien
- DRK-Kindergarten Kinderwelt

Marbeck
- Kath. Kindergarten St. Michael

Rhedebrügge
- Kath. Kindergarten St. Marien

Weseke
- Kath. Kindergarten Roncalli
- Kath. Kindergarten St. Marien
- KSB-Kindertagesstätte Lummerland

## Ehemalige Garnisonsstadt
Immer wieder, mit Unterbrechungen, war Borken seit 1623 Garnisonsstadt für kleinere Einheiten. Von 1837 bis 1873 war sie Sammelpunkt des II. Bataillons des 1. Westfälischen Landwehrregiments Nr. 13, das in der Stadt sein Zeughaus unterhielt.

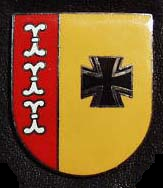
Das interne Verbandsabzeichen des VKK 334 in Borken

Mit der Gründung der Bundeswehr sorgte der damalige Bundestagsabgeordnete des Wahlkreises Borken und erste Verteidigungsminister Theodor Blank dafür, dass im Januar 1956 mit dem ersten Kasernenneubau des Heeres auf einem Areal des Höhenzugs Die Berge zwischen Dülmener Weg und Landwehr begonnen wurde. Geplant war eine Belegung von rund eintausend Mann. Nordostwärts der Kaserne schloss sich der Standortübungsplatz mit dem „Pläne“ genannten Segelflugplatz an, der an Wochenenden dem Segelflugsport offenstand mit dem Fliegerberg, einer Sanddüne mit steilem Hang. Noch weiter am Ende des Dülmener Weges wurde ein Munitionslager und die Standortschießanlage errichtet, die auch von anderen deutschen und alliierten Truppenteilen sowie der Polizei genutzt wurde.
Obwohl anfangs für das Panzerregiment 100 vorgesehen, wurde die Truppenunterkunft Borken (Postanschrift: Dülmener Weg 215) nach nur eineinhalbjähriger Bauzeit im Oktober 1957 mit dem Korpsfernmeldebataillon 211 und 1962 mit der PSK-Kompanie 181 belegt.
Die Standortkommandantur quartierte sich in der Johann-Walling-Straße 27 ein. Sie war der Ansprechpartner für alle zivilen Behörden und für die Öffentlichkeit. 1966 wurde sie in Verteidigungskreiskommando 334 umbenannt. 1993 wurde das Kommando aufgelöst.
Die Standortverwaltung wurde 1958 zunächst in der Burloer Straße 3 eingerichtet, zog aber bereits im November 1966 in den Nordring 14 um, wo sie bis zur Auflösung 1993 verblieb.
Das Wehrbereichsverpflegungsamt III, zuständig für das Gebiet des Landes Nordrhein-Westfalen, hatte seinen Sitz ebenfalls in der Stadt. Das Wehrbereichsverpflegungsamt III war zuständig für die Beschaffung von Lebensmitteln für alle Soldaten und die Einlagerung von lagerfähigen Lebensmitteln, die „Grundverpflegungsmittel“ des gesamten Wehrbereichs III. Dazu standen neben weiteren Lagern in Nordrhein-Westfalen die Hallen zweier ehemaliger Webereien in Borken zur Verfügung. Das Amt wurde 1993 verlegt.
1962 wurde die evangelische Martin-Luther-Kirche geweiht, die für die kleine Gemeinde erst durch wesentliche Mittel aus dem Verteidigungsetat ermöglicht wurde und gleichzeitig als evangelische Standortkirche diente.
Das Korpsfernmeldebataillon 211 wurde 1959 im Rahmen von Neuordnung der Bezeichnungen in Fernmeldebataillon 110 umbenannt mit acht Kompanien und der Ausbildungskompanie 1/I. 1964 hatte es insgesamt ca. 1400 Soldaten; 1965 wurde das Bataillon geteilt in das Fernmeldebataillon 110 (Betriebsbataillon) mit der Ausbildungskompanie 1/I und das Fernmeldebataillon 130 (Verbindungsbataillon) mit der Ausbildungskompanie 5/I; unmittelbar vorher war die PSK-Kompanie nach Clausthal-Zellerfeld verlegt worden.
Am 21. Oktober 1967 erhielt die Truppenunterkunft anlässlich ihres zehnjährigen Bestehens in einem feierlichen Akt den Namen Hendrik-de-Wynen-Kaserne. Am Abend des gleichen Tages fand ein Appell und ein Vorbeimarsch beider Bataillone auf dem Marktplatz statt.
Am 17. Mai 1971 wurde die Fernmeldenachschub- und -instandsetzungskompanie 800 (ab 1975 Instandsetzungskompanie) zusammen mit dem Ausbildungszentrum 32/3 und 155 aufgestellt. Diese Einheiten gehörten zum Territorialheer.
1973 erfolgte die lange vorbereitete Verlegung beider Fernmeldebataillone nach Coesfeld in die Freiherr-vom-Stein-Kaserne.
In die geräumte Kaserne zog nunmehr das Flugabwehrkanonenbataillon 7 (H) ein, das 1978 zum Flugabwehrregiment 7 umgegliedert wurde. Im Zuge der Reduzierung der Bundeswehr nach der deutschen Wiedervereinigung wurde das Regiment erneut umgegliedert und in Panzerflugabwehrkanonenbataillon 7 umbenannt. 2002 wurden die Flugabwehrkanonenpanzer Gepard abgezogen und aus Wuppertal die Waffensysteme ROLAND zuverlegt. Damit wurde eine erneute Umbenennung zum Panzerflugabwehrraketenbataillon 7 (H) notwendig. Zur gleichen Zeit wurde die leichte Flugabwehrraketenbatterie 100 (H) aus Wuppertal nach Borken verlegt. Diese verblieben hier bis zu deren Auflösung bzw. Verlegung nach Seedorf im Jahre 2006.
Im März 2007 wurde die Hendrik-de-Wynen-Kaserne endgültig geräumt und an die Stadt Borken übergeben. Aus der Kaserne hat die Stadt Borken den Gewerbepark Hendrik-de-Wynen entwickelt.

## Persönlichkeiten
In Borken geborene Persönlichkeiten sowie weitere für Borken bedeutende Personen sind in der Liste von Persönlichkeiten der Stadt Borken aufgeführt. Dazu gehören auch die Träger des Ehrenrings der Stadt Borken.

## Sonstiges

### Kfz-Kennzeichen
Vor der Kommunalen Neugliederung 1975 wurden im damaligen Kreis Borken nur BOR-Kfz-Kennzeichen ausgegeben. Aufgrund der Änderung der Fahrzeug-Zulassungsverordnung 2012 und einer Entscheidung des Kreistages 2012 können Fahrzeughalter im Kreis Borken seit dem 1. Februar 2013 unabhängig von ihrem Wohnort ein BOR-, AH- oder BOH-Kennzeichen auswählen.

### Telefonvorwahlen
In der Stadt gilt in der Regel die Vorwahl 02861. In Burlo und Weseke gilt die 02862. In Rhedebrügge gelten die Vorwahlen 02865 und 02872. In Hoxfeld gelten die Vorwahlen 02861 und 02872.